# 社会資本
社会資本（しゃかいしほん）とは、主として次の2つの意味で使われる。
1. 社会学における社会関係資本（social capital、仏：capital social） - ソーシャル・キャピタルの項を参照
2. 経済学における社会共通資本（social overhead capital：SOC） - インフラストラクチャーの項を参照

「社会資本」という言葉はもともと俗語であった。それに類する概念を考えていた者も19世紀頃からいたと言われるが、それを掘り下げたのがアメリカのジェームズ・コールマン、フランスのピエール・ブルデューといった社会学者であり、アメリカの政治学者、ロバート・パットナムがイタリア社会の絆にこの名前を名づけたことで、広く知られるようになったとも言われる。なお、日本語としての社会資本は、電気や水道、ガスなどの社会的なインフラストラクチャーを意味する概念として定着しており、人間関係のつながりなどソフトな意味での社会的な資本としては、ソーシャル・キャピタル（社会関係資本）として理解されている。

## 社会学における社会資本
社会資本とは、社会的ネットワークにおける人間関係のことを指す。社会の信頼関係、ネットワークといった人間の協調行動が活発化し、社会の効率性が高まることで人々がもつ信頼関係や人間関係をあらわしている。ピエール・ブルデューは文化資本、経済資本に対置する資本として位置づけ、三者相互の互換性を指摘した。ネットワーク分析においては、個人の持つネットワークを社会（的）資本と呼ぶことも有力である。

## 経済学における社会資本
経済学における社会資本は、企業・個人の双方の経済活動が円滑に進められるために作られる基盤のこと。これは社会学用語で社会関係資本、霞ヶ関文学で社会基盤ともよばれる。国民福祉の向上と国民経済の発展に必要な公共施設でインフラストラクチャーに相当する。その分野は道路・鉄道・港湾・公園・緑地・工業用地・上下水道・公営住宅や病院・学校・発電施設等多岐に渡る。公共の福祉のための施設であるが、これらについては一部民間で供給することが難しく、民間が事業として成立しにくいものもあるため政府や公共が重要な供給主体となることが予想される。そのため、政府や公共機関が確保し建設、管理を行う。経済成長のための基盤であるが、一部の社会資本は、財政構造改革推進等により民活型社会資本整備としてPFI手法が導入されている。もともと、アメリカの経済学者、アルバート・ハーシュマンが社会的間接資本として定義した。日本ではハーシュマンを批判的に検討した宮本憲一の研究が有名。

### 社会資本整備
日本では土木事業たる社会資本の整備に関して、社会資本整備重点計画法（平成15年法律第20号）に基づいた、社会資本整備事業を重点的、効果的かつ効率的に推進するために策定する社会資本整備重点計画がある。

#### 社会資本整備重点計画
社会資本整備事業について、重点的、効果的かつ効率的に推進するために策定する計画で、対象は各種インフラ施設（道路、交通安全施設、鉄道、空港、港湾、航路標識、公園・緑地、下水道、河川、砂防、地すべり、急傾斜地、海岸など）及びこれら施設の整備事業と一体となってその効果を増大させるため実施される事務または事業となっている。計画期間は5箇年で計画期間中にどのような視点に立ち、どのような事業・施策に重点を置くのかといった方向性を明確に示しておくものである。

#### 社会資本整備総合交付金
地方公共団体はまた社会資本整備総合交付金により事業を実施しようとする場合、社会資本総合整備計画を作成し国土交通大臣に提出とともに、これを公表することとしている。これは活力創出基盤整備、水の安全・安心基盤整備、市街地整備、地域住宅支援といった政策目的を実現するために、作成した社会資本総合整備計画に基づき、目標実現のため基幹的な社会資本整備事業のほか、関連する社会資本整備やソフト事業を総合的・一体的に整備・支援するための交付金である。国土交通省所管で地方公共団体向けに個別補助金を一つの交付金に原則一括し、地方公共団体にとって自由度が高く、創意工夫を活かせる総合的な交付金として創設した。
これには、
1. 基幹事業（社会資本総合整備計画の目標を実現するために交付金事業者が実施する基幹的な事業）
2. 関連社会資本整備事業（社会資本総合整備計画の目標を実現するため、基幹事業と一体的に実施する事業）
3. 効果促進事業（社会資本総合整備計画の目標を実現するため、基幹事業と一体となってその効果を一層高めるために必要な事業等）

がある。

#### 社会資本整備事業特別会計
社会資本整備総合交付金は行政改革推進法の方針に従い、特別会計に関する法律に基づき、2008年度からは一体管理するために一般会計からの繰入金、地方公共団体等からの負担金などを主な財源として、治水、道路・港湾・空港整備、都市開発資金の貸し付けといった社会資本整備関係事業等の会計を包括統合されてできたもので、つまり治水や道路整備などの公共事業を行うために、それまでは治水特別会計（1960年設置）、道路整備特別会計（1958年設置）、港湾整備特別会計（1961年設置）、空港整備特別会計（1970年設置）、都市開発資金融通特別会計（1966年設置）といった5つの特別会計で個別に対応していた。
社会資本整備事業特別会計は2013年度に廃止された。